# 1 Coríntios 9
1 Coríntios 9 é o nono capítulo da Primeira Epístola aos Coríntios, de autoria do Apóstolo Paulo, no Novo Testamento da Bíblia.

## Estrutura
A Tradução Brasileira da Bíblia organiza este capítulo da seguinte maneira:
- 1 Coríntios 9:1-27 - A liberdade e os direitos apostólicos